# Семіотика кіно
Семіотика кіно — це відгалуження семіотики, що займається вивченням знаків кіномистецтва.

## Представники ранньої семіотики кіно
Річчотто Канудо - італійський письменник, який в 20-ті рр. висловив думку про схожість мови і кінематографа.
Луї Деллюк - французький письменник, який в 20-ті рр. писав у своїх працях про здатність кіно виходити за межі мови.
Вейчел Ліндсі - американський поет, охарактеризував кіно як «ієрогліфічну мову»
Бела Балаж - угорський теоретик кіно, писав у 20-40-х рр. про подібність мови та кіно.

## Періоди

### Російський формалізм (1910-1930-ті рр.)
Юрій Тинянов - російський письменник, літературознавець.
Борис Ейхенбаум - радянський літературознавець, педагог, один з ключових діячів «формальної школи», виділив принципи синтагматичної конструкції.
Синтагматичний аналіз має справу зі структурою, на відміну від парадигматичного аналізу, який фокусується на парадигмі. З точки зору Ейхенбаума, кіно - це «вид образної мови» і стилістикою його є вивчення «синтаксису» кіно, тобто з'єднання кадрів у «фрази» і «речення».
Ейхенбаум і Тинянов виробили різні підходи до інтерпретації знаків кінематографа.
«Тинянов говорив про кіно як про видимий світ, представлений у вигляді семантичних знаків, породжених кінематографічними процесами, такими як освітлення та монтаж, в той час як Ейхенбаум розглядав фільм як відношення «внутрішньої мови» до перекладу «зображень мовних тропів».

### Структуралізм і постструктуралізм (1950-ті - теперішній час)
У 1960-тих рр. представники постструктуралізму почали критикувати структуралізм, відтак концепту кіномови надали більшої уваги та вивчали ретельніше. Семіотика в той час почала користуватися популярністю в наукових колах. Ранні праці в цій сфері стосувалися відмінності довільних знаків природи від іконічних знаків кінематографа.
- Умберто Еко - італійський письменник, філософ, лінгвіст, літературний критик, спеціаліст із семіотики.
- Крістіан Мец - французький теоретик кіно и кіносеміотик, провідний представник французької кіноестетики.
- Ролан Барт - французький філософ, семіотик літератури.
- Юрій Лотман - радянський літературознавець, культуролог і семіотик, один з перших розробників структурно-семіотичного методу вивчення літератури і культури в радянській науці.

## Основні поняття

#### Денотація і Конотація
У кіно виділяють денотативний і конотативний рівень значення. Те, що глядач бачить і чує, відноситься до денотативного значення (буквального), для розуміння якого не потрібно прикладати зусилля. Але в той же час ці ж звукові та візуальні образи мають конотативне значення, тобто сама манера зйомки має на меті викликати у глядача певні емоції. Конотативний рівень зазвичай включає емоційні відтінки значення, предметну інтерпретацію, соціально-культурні та ідеологічні асоціації. Крістіан Мец вважав, що:
«Дослідження конотативних значень ближче підводить нас до розуміння кіно, як мистецтва («сьомого мистецтва»)».
Конотативні значення вступають в парадигматичні відносини, в рамках яких кадр порівнюється з нереалізованими членами парадигми. Кадр троянди, знятий знизу, справляє враження домінування і важливості квітки, так як підсвідомо ми порівнюємо його з кадром, знятим згори, що применшує значення об'єкта.

#### Оповідь
Оповідь, як правило, поділяють на дві складові, власне історія, яку розповідає фільм і той спосіб, який був обраний для розповіді (який також часто позначають терміном наративний дискурс). Вивчення кінооповіді прагне виявити «вмотивований» і «природний» зв'язок між означуваним і світом нарації, щоб дослідити глибинну систему культурних асоціацій і відносин. За висловом Ролана Барта, «оповідати можна природною мовою, як письмовому, так і усною, можна розповідати за допомогою рухомих або нерухомих зображень, можна використовівувати для цього мову жестів, а можна і синтезувати всі ці субстанції; оповідає міф, легенда, байка, казка, новела, епопея, історія, трагедія, драма, комедія, пантоміма, вітраж, кінематограф, комікс, газетна хроніка і побутова розмова. Розповідь існує всюди, в усі часи, в будь-якому суспільстві. Розповідати почали разом з початком самої людської історії». Кіно використовує поєднання діалогу, звукових і візуальних образів, жестів і дій, щоб створити оповідь. Оповідачі, чий голос зазвичай звучить за кадром, часто зустрічаються в документальному кіно, і, в поєднанні з ефектними кадрами, чимало сприяють викладу сюжету.

#### Тропи
Метонімія виникає з здатності знака представляти ціле. Прикладом може послужити Ейфелева вежа, яка використовується метонімією для всього Парижа. Кінематограф часто звертається до метонімії, так як для нього властиво показувати внутрішні якості через їх зовнішні прояви.
Ще один потужний інструмент кінематографа це метафори, які представляють собою порівняння між двома предметами, не пов'язаних один з одним, але об'єднаних схожими характеристиками. У кіно йдуть один за одним кадри метафоричні, коли в них мається на увазі порівняння. Наприклад, кадр як летить птаха, наступний за кадром літака, створює метафору, так як він вказує на схожість літака з птахом.

## Видатні представники та їх праці

### Умберто Еко -«Про членування кінематографічного коду»(1968)
(«Sulle articolazioni del codice cinematografico»)
Умберто Еко досліджував семіотику візуальних кодів, відштовхуючись від робіт Меца і Пазоліні. З його точки зору семіотика має важливе і радикальне призначення.
«В світі знаків, зведених до системи кодів і підкодів, семіотика відкриває перед нами світ ідеологій, відображених в усталених способах використання мови».
При потрійному членуванні коди складаються з фігур, знаків і сем. Еко припустив, що єдині коди, які використовують потрійне членування - це кінематографічні коди. Членування кодів є для того, щоб мати можливість передати максимальну кількість комбінованих елементів. У зв'язку з тим, що зазвичай ми стикаємося з нечленованими кодами, або ж кодами з подвійним членуванням, сприйняття кодів з потрійним членуванням буде загостреним.
«Завдяки різноманітності контекстуальних комбінацій, кінематограф є більш цінним засобом комунікації, ніж мова».

### Юрій Лотман -"Семіотика кіно і проблеми кіноестетики"(1973)
Вивчаючи кіноестетику, Лотман зазначав, що в фільмі відображається протиріччя між іконічними і умовними знаками, а значить між словесним і образотворчим мистецтвом. Кіно претендує на достовірність, бо воно є похідним від фотографій, які покликані були максимально точно відтворювати (документувати) реальність. Одиницею дискретного «кінопростору» і «кіночасу» для Лотмана є кадр.

### Крістіан Мец -«Мова кіно: семіотика кіно»(1974)
У цій збірці статей про питання кінематографа відчувається вплив представників структурної лінгвістики.
«Вивчення кіно як мистецтва - дослідження експресивності кінематографа - може бути виробленим за допомогою лінгвістичних методів ... кажучи про процес означування, кіно - це специфічна мова».

### Роберт Стем, Роберт Біргойн і Сенді Фліттерман-Льюс -«Новий словник семіотики кіно: Структуралізм, пост-структуралізм і за їх межами»(1992)
У цій роботі семіотика кіно постає як новий знаряд критики. Ця праця висвітлює діяльність мислителів минулого і дає визначення основним термінам теорії кіно.